# Olena Svyrydova
Olena Viktorivna Svyrydova (Oekraïens: Олена Вікторівна Свиридова; meisjesnaam: вергун; Verhoen) (Kiev, 20 mei 1970) was een Oekraïense basketbalspeelster die uitkwam voor het nationale team van Oekraïne.

## Carrière
Svyrydova begon haar carrière bij Dynamo Kiev in 1988. Met Dynamo won ze het laatste Landskampioenschap van de Sovjet-Unie in 1991. In 1992 won ze met Dynamo het Landskampioenschap van het GOS. Met Dynamo won ze in 1988 de Ronchetti Cup door in de finale Deborah Milano uit Italië met 100-83 te verslaan. In 1992 verloor ze met Dynamo de finale om de EuroLeague Women van Dorna Godella Valencia uit Spanje met 56-66. Ze won met Dynamo vier keer het Landskampioenschap van Oekraïne in 1992, 1993, 1994 en 1995. In 1996 beëindigde ze haar professionele carrière vanwege een blessure, maar in 2012 hervatte ze die en ging ze spelen voor Rehina-Basket Bar. In 2013 verhuisde ze naar Tavriiska Zirka Cherson. In 2014 stopte ze met basketbal.
Met Oekraïne speelde Svyrydova op het Europees Kampioenschap van 1995. Ze won de gouden medaille.

## Erelijst
- Landskampioen Sovjet-Unie: 1
  - Winnaar: 1991
- Landskampioen GOS: 1
  - Winnaar: 1992
- Landskampioen Oekraïne: 4
  - Winnaar: 1992, 1993, 1994, 1995
- EuroLeague Women:
  - Runner-up: 1992
- Ronchetti Cup: 1
  - Winnaar: 1988
- Europees Kampioenschap: 1
  - Goud: 1995